# Serguéi Koriazhkin
Serguéi Vladímirovich Koriazhkin –en ruso, Сергей Владимирович Коряжкин– (Moscú, 24 de diciembre de 1959) es un deportista soviético que compitió en esgrima, especialista en la modalidad de sable.
Participó en los Juegos Olímpicos de Seúl 1988, obteniendo una medalla de plata en la prueba por equipos (junto con Serguei Mindirgasov, Mijail Burtsev, Gueorgui Pogosov y Andrei Alshan).
Ganó tres medallas de oro en el Campeonato Mundial de Esgrima entre los años 1986 y 1989.

## Palmarés internacional
| Juegos Olímpicos   | Juegos Olímpicos        | Juegos Olímpicos | Juegos Olímpicos  |
| Año                | Lugar                   | Medalla          | Prueba            |
| ------------------ | ----------------------- | ---------------- | ----------------- |
| 1988               | Seúl (Corea del Sur)    | Medalla de plata | Sable por equipos |
| Campeonato Mundial |                         |                  |                   |
| Año                | Lugar                   | Medalla          | Prueba            |
| 1986               | Sofía (Bulgaria)        | Medalla de oro   | Sable por equipos |
| 1987               | Lausana (Suiza)         | Medalla de oro   | Sable por equipos |
| 1989               | Denver (Estados Unidos) | Medalla de oro   | Sable por equipos |